# Louis Vidal
Louis Vidal (kallad Navatel), född 1831 i Nîmes, död 1892, var en fransk skulptör.
Vidal ägnade sig först åt anatomi, men blev blind och började då studera skulptur som elev till Antoine-Louis Barye. Han väckte stort uppseende genom ovanlig skicklighet i att modellera djur. Bland hans alster är grupperna Tjur och Döende hjort (1863), Gazell och Döende häst (i artillerimuseum i Paris). Han utförde även porträttbyster, varvid han så länge med fingrarna berörde modellens ansikte, 
tills han kände dennes fysionomi, varefter han med mycken säkerhet återgav den i leran.